# イオンモール各務原インター
イオンモール各務原インター（イオンモールかかみがはらインター）は、岐阜県各務原市那加に立地し、イオンリテール株式会社が開発、イオンモール株式会社が管理・運営を行うモール型ショッピングセンターである。県下最大級のイオンモールである。

## 概要
2007年（平成19年）7月に「イオン各務原ショッピングセンター」として開業し、2011年（平成23年）11月21日から「イオンモール各務原」として営業したのち、2023年（令和5年）12月1日に現行の名称に変更した。
建物は大本組の施工による鉄骨3階建てで、延床面積は約95,000m2である。駐車場は5500台収容で、うち20台分はリモコンにより開閉ゲートを操作して入出場する身体障害者専用となっている。リモコンはモールインフォメーションまたはイオンサービスカウンターで無料で貸出している。
敷地内には、公園を設置している。かつては噴水も設置されていたが、2023年12月1日のリニューアルと共に撤去された。
2014年（平成26年）2月から北側駐車場（中央カルチャー教室側入口付近）にて増床工事が行われ、同年9月26日に、増床リニューアルオープンした。増床リニュアル時には、トイザらス、無印良品、名古屋三越が運営するエムアイプラザなどの店舗がオープンした。
2023年（令和5年）秋頃から2014年の増床以来の大規模リニューアルが行われており、第1期が完了する12月1日から名称が「イオンモール各務原インター」に変更された。また、翌日の12月2日から店舗南側に建設された立体駐車場の使用も開始され、駐車台数が約6000台に増加した。

## 主なテナント

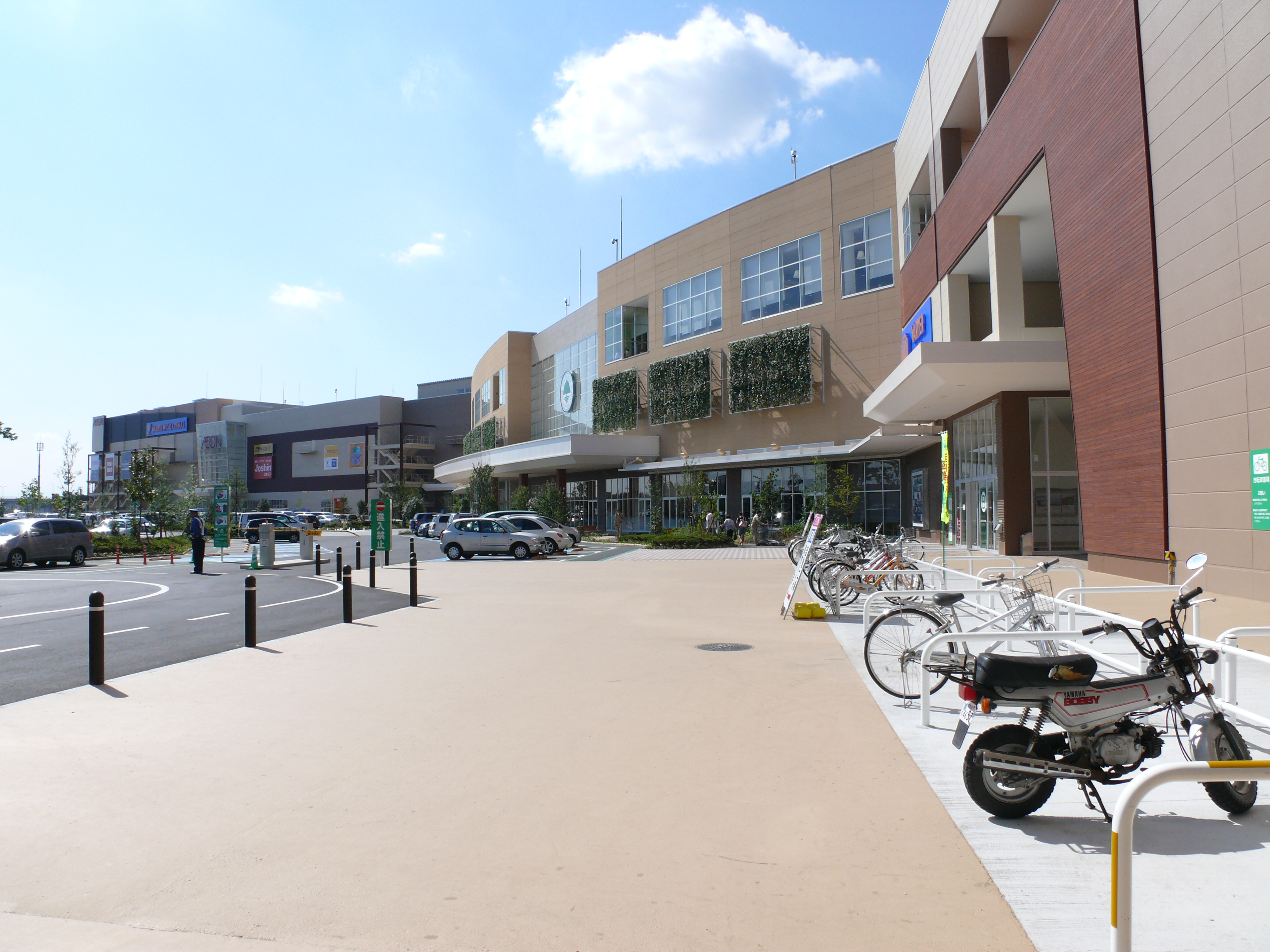
イオン専門店街（手前）と大型専門店棟（最奥）

核店舗であるゼネラルマーチャンダイズストアのイオンスタイル（旧・ジャスコ）各務原インターのほか、230の専門店テナントが出店している。
出店テナント全店の一覧・詳細情報は公式サイト「ショップ&レストラン」を、営業時間およびATMを設置する金融機関の詳細は公式サイト「インフォメーション」を参照。

### 1階専門店
レストラン・サービス・ライフスタイルのフロア
レストラン街は17店舗、ATMコーナーを設置。
- Joshin
- イオンペット（旧・ペットシティ）
- VISION CARE KIKUCHI
- AZUL by moussy
- m.f.editorial
- MIX-O
- LEPSIM LOWRYS FARM
- カルチャーアカデミー：岐阜新聞・岐阜放送
- SHOO LA RUE
- カメラのアマノ
- イオン銀行
- カルディコーヒーファーム
- THE BODY SHOP
- TOMMY HILFIGER
- eyecity

### 2階専門店
メンズ・レディスファッション、暮らしとアミューズメントのフロア
- スポーツオーソリティ
- ASBee
- Eddie Bauer
- JINS
- HIDEAWAYS NICOLE
- THE SHOP TK TAKEO KIKUCHI
- SOUL OF FREEDOM!
- CIQUETO LBC market
- 3can4on
- Right-on
- Super Select Shop LoveLove
- CIQUETO ikka
- GLOBAL WORK
- NAMCO LAND
- UNIQLO
- mont-bell

### 3階専門店
ファッション、暮らし、フードコートとシネマのフロア
フードコートは15店舗・900席、キッズゾーンを設置。

## 交通アクセス

### 自家用車
- 国道21号（那加バイパス）
  - 「那加緑町4」または「小佐野町」交差点からすぐ。東海北陸自動車道 岐阜各務原ICより東へ約1km。鵜沼・美濃加茂方面からは当モールへの来場車専用のアンダーパス（立体交差）ルートがある。

### 公共交通機関
- 名鉄各務原線 新加納駅より徒歩で約12分または以下のバス。
- 各務原市ふれあいバス：川島線「イオンモール各務原」下車、徒歩ですぐ。
- 373バス「イオン各務原店」下車、徒歩ですぐ。
- 名鉄各務原線 新那加駅・各務原市役所前駅及びJR高山本線那加駅から岐阜バスにより運賃100円のシャトルバスが運行されている。運行時刻の詳細は公式サイトまたは岐阜バスNaviを参照。

※ 快速イオンモール各務原線は2014年9月20日からJR東海道本線・高山本線 岐阜駅、名鉄名古屋本線・各務原線 名鉄岐阜駅より運行または延伸している。運賃は220円。

## 競合店舗
- イオンモール木曽川（愛知県一宮市）
- イオンモール扶桑（愛知県丹羽郡扶桑町）
- ヴィアモール江南（愛知県江南市）
- カラフルタウン岐阜（岐阜県岐阜市柳津）
- マーサ21（岐阜県岐阜市正木中）
- アピタ各務原店（岐阜県各務原市）